# Stéphane Rose
Ne doit pas être confondu avec Stéphane Rosse.
Stéphane Rose est un journaliste, écrivain et humoriste français.

## Parcours
Stéphane Rose est connu pour être un des créateurs, avec Frédéric Royer et Arnaud Demanche, des cérémonies des Gérard du cinéma, des Gérard de la politique et des Gérard de la Télévision sur Paris Première. Sur la même chaîne, il a également participé à l'émission Le Comité de la carte, présentée par Philippe Vandel.
Il est également auteur (avec une vingtaine de livres écrits ou coécrits entre 2009 et 2017 chez divers éditeurs) et directeur de collection aux éditions La Musardine.
Journaliste, il collabore depuis quinze ans à de nombreux magazines, en presse magazine et web. Il a également tenu une chronique hebdomadaire de trois minutes, de mars à juin 2012, dans l'émission radio Lahaie, l'Amour et Vous sur RMC. Il devient, à partir de mars 2015, chroniqueur dans l'émission La Revue de presse, sur Paris Première, où il officie toujours.
En 2017, il rejoint l'équipe d′À la bonne heure sur RTL autour de Stéphane Bern, où il incarne le "Service qualité" et répond au courrier imaginaire des auditeurs mécontents. Il a été auteur pour l'émission C'est Canteloup sur TF1 de 2013 à 2017. Depuis 2017, il est auteur avec Jérôme de Verdière et Pascal Fioretto de la rubrique humoristique de Laurent Gerra sur RTL.

## Publications
- 2009 : Dictionnaire Injuste et Borné de la Télévision, L'Archipel, avec Arnaud Demanche et Frédéric Royer
- 2009 : Le Kit de l'École du Rire jeunesse, Milan Presse, illustré par Pascal Lemaitre
- 2010 : Le Kit de l'Épouvante jeunesse, Milan Presse, illustré par Arnaud Demanche
- 2010 : Pourvu qu'elle soit rousse, roman, L'Archipel
- 2010 : Défense du Poil - Contre la dictature de l'épilation intime, La Musardine
- 2010 : Osez - 20 Histoires de..., nouvelles, La Musardine
- 2011 : Sexy Quizz Book - Est-il vraiment hétéro, La Musardine, avec Marc Dannam
- 2011 : Sexy Quizz Book - Êtes-vous une experte du sexe ?, La Musardine, avec Marc Dannam
- 2011 : Sexy Quizz Book - Est-il vraiment un bon coup ?, La Musardine, avec Marc Dannam
- 2011 : Sexy Quizz Book - Testez le potentiel érotique de votre couple, La Musardine, avec Marc Dannam
- 2012 : Comment rater sa vie sexuelle, La Musardine, avec Marc Dannam
- 2012 : Le Grand Livre des Listes, Michalon, avec Arnaud Demanche
- 2013 : Misere-sexuelle.com : Le livre noir des sites de rencontres, La Musardine
- 2013 : Le Guide des emmerdeurs, des cons et des importuns, Tut Tut
- 2013 : Comment survivre à une énorme gueule de bois, J'ai lu
- 2014 : Le bêtisier des sites de rencontres, La Musardine
- 2015 : Antiguide du vin et de la vinasse, J'ai lu
- 2016 : Toi, président de la république, avec Arnaud Demanche, Jungle !
- 2016 : Les perles des urgences du sexe, La Musardine
- 2017 : Guide de survie quand tu ne supportes pas les enfants, Tut Tut
- 2017 : Comment devenir une star de la télévision, J'ai lu
- 2018 : Kimberley - Sa vie, son œuvre, La Musardine  (ISBN 978-2364905122)
- 2023 : Mes nuits avec une intelligence artificielle - Entretiens avec ChatGPT